# 强风大背头
强风大背头（日语：／）是日本音乐制作者Yukopi的一首歌曲，使用VOCALOID歌声库歌爱雪制作。MV于2023年3月15日上传至Niconico動畫和YouTube。

## 内容
歌曲描绘了一个人出门时遇到大风，发型被吹乱成大背头的情景。歌曲作者Yukopi一直在Twitter上发布捕捉日常事件的30秒短曲，这首歌延续了这一趋势，内容轻松愉快，易于在社交网站上传播。
MV中的动画由小津制作，其中展示了许多日本小学常见的乐器。

## 反响
歌曲於5月6日在YouTube点击量超过1000万次，在Niconico动画的点击量超过100万次。同一天，由于关东地区刮起强风，这首歌也引起了人们的关注。歌曲也连续12周进入Billboard JAPAN的「Niconico VOCALOID SONGS TOP 20」榜单，並于7月19日公開的榜單中登顶。
日清食品于7月19日播出的杯面广告以此曲为原型。
之后Yukopi也以歌爱雪创作了后续歌曲。